# Xystropeltis lankesteri
Xystropeltis lankesteri es una especie de mantis de la familia Mantidae.

## Distribución geográfica
Se encuentra en Costa Rica.